# Werkkamp
Een werkkamp is een nederzetting waar arbeiders wonen en werken. De huisvesting bestaat meestal uit eenvoudige barakken.
In de jaren 1930, tijdens de Grote Depressie, richtte de Nederlandse overheid in het kader van de werkverschaffing werkkampen in voor werklozen, die verplicht waren daaraan mee te doen als ze hun uitkering niet wilden verliezen.
Van 1932 tot 1940 richtten Nederlandse maatschappelijke organisaties werkkampen in voor jonge werklozen, die zich daarvoor vrijwillg konden aanmelden. Na 1940 nam de Nederlandse Arbeidsdienst dergelijke kampen over en kwam er een arbeidsplicht.
In 1942, tussen 10 januari en 2 oktober, werden in Nederland werkloze Joodse mannen in Joodse werkkampen ondergebracht om buitenarbeid te verrichten. Het bleken verzamelpunten te zijn van waaruit ze op 2 oktober massaal naar Westerbork zijn overgebracht. Onder het mom van gezinshereniging werden ook hun gezinsleden naar Westerbork gedeporteerd. Vervolgens werden ze naar de Duitse vernietigingskampen afgevoerd.
Berucht zijn de werkkampen die onderdeel waren van de Duitse concentratiekampen onder het nationaalsocialistische regime, zie Concentratiekamp#Werkkampen voor een uitgebreidere beschrijving. 
De goelagkampen in de Sovjet-Unie waren een uitgebreid stelsel van werkkampen waar onder meer politieke gevangenen (dissidenten) werden tewerkgesteld.